# Никифор Василаки (военачалник)
 Тази статия е за византийски пълководец от XI в.  За византийския богослов и автор от XII в. вижте Никифор Василаки (богослов).  
Никифор Василаки (на гръцки: Νικηφόρος Βασιλάκης), често срещан просто като Василакий (Βασιλάκιος), е византийски аристократ и пълководец от края на XI век, който през 1078 г. повежда бунт и се опитва да свали император Никифор III Вотаниат, но е победен от Алексий Комнин.

## Биография
Никифор произлизал от аристократичен род и е описван като най-известния член на семейството си, което според Александър Каждан има арменски или пафлагонски произход. Баща му се казвал Флор, а брат му е Мануил Василаки. Според Анна Комнина Никифор Василаки се отличавал с удивително големия си ръст, със силните си мишци и благородното си лице; притежавал мъжествен и несъкрушим дух и като цяло от него лъхало на нещо властническо: с гръмливия си глас и мощен вик бил в състояние да сломи дързостта на всеки човек, а освен това бил еднакво непобедим и в словото си, когато искал да поощри войника в сражение или да го обърне в бягство.
През 1068 г. Никифор Василаки служи като дук на Теодосиуполис, когато взема участие с войските си в кампаниите на Роман IV Диоген, предшестващи битката при Манцикерт. Малко преди битката обаче Василаки е заловен от врага, след като се спуска в необмислено преследване на една отстъпваща турска група на твърде далечно разтояние. При Михаил VII Дука Никифор Василаки е командирован в Пафлагония, а впоследствие става и дук на Дирахиум.
По време на краха на режима на Михаил VII Дука Никифор Василаки, все още драчки дук, започва да планира въстание още през лятото на 1077 г., първоначално като поддръжник на Никифор Вриений, но едва през пролетта на 1078 г. решава, че му е дошло времето да действа самостоятелно. Подкрепен от брат си Мануил, Гимн, Тесаракондапих и Григорий Месимар, всички те – военни командири, и от деволския епископ Теодосий, Никифор се преместил на позиции в Солун, където да дочака изхода от сблъсъка между двама други претенденти за трона, Никифор III Вотаниат и Никифор Вриений, за да може бързо да смаже изтощения победител. Още докато бил в Охрид на път за Солун, Василаки иска да бъде коронясан за император, но архиепископ Йоан Български осуетва плановете му. Когато достига Солун, с изненада научава за възцаряването на Вотаниат, на когото изпраща писмо с клетва за вярност, но продължава да се подготвя да му се противопостави със сили, състоящи се от ромейски, български и албански войници, франки (нормани) от Италия, варяги и печенежки наемници. След като разбира за намеренията му, Никифор III първоначално се опитва да разубеди Василаки, като му изпраща хрисовул с щедри предложения за опрощение и нова титла на новелисим. Василаки обаче отхвърля предложението. Тогава императорът изпращал срещу бунтовника най-добрия си пълководец – Алексий Комнин, който бързо постига успехи в земите под контрола на Василаки и безпроблемно достига до Солун. Недалеч от града, Комнин прави окоп лагер край река Вардар, където възнамерявал да прекара нощта с войската си. Никифор Василаки планира да нападне Алексий през нощта, надявайки се да го хване неподготвен, но планът му е издаден. Алексий се подготвя и успява да надхитри Василаки и да му устрои засада на брега на Вардар, на около 29 km от Солун. В сражението много от хората на бунтовника са избити, а самият той е ранен от Алексий. Победен, Василаки бяга в Солун, където се опитва да се защити в цитаделата на града, но хората на Алексий Комнин я обсаждат и щурмуват успешно и подпомогнати от хората вътре, успяват да заловят Василаки. Окован във вериги, Никифор е изпратен към столицата, за да бъде предаден на императора. Когато новината достигнала до императора, Вотаниат издава заповед за ослепяването му, която е изпълнена в селището Хлемпина, на 5 km северозападно от Хрисопол (днешния Кавала), в местност, която тогава била наречена Василакиево изворче. Опитът за узурпация на Никифор Василаки е потушен окончателно през лятото на 1078 г.

## Цитирана литература
- Гръцки извори за българската история, Т. VI. София: БАН, 1965, http://www.promacedonia.org/gibi/6/index.html
- Гръцки извори за българската история, Т. VIII. София: БАН, 1972, http://www.promacedonia.org/gibi/8/index.html
- Златарски, Васил (1972). История на българската държава презъ срѣднитѣ вѣкове, Т. II. България под византийско владичество (1018—1187) (2 фортотипно изд.). София, http://www.promacedonia.org/vz2/vz2_1_4.htm#121_1
- ((fr)) Cheynet, Jean-Claude (1996). Pratique de la révolte. Pouvoir et Contestations à Byzance (963–1210) (online) (Nouvelle édition [en ligne]). Paris: Publications de la Sorbonne, doi:10.4000/books.psorbonne.3837, ISBN 978-2-85944-168-5, chapter DOI:10.4000/books.psorbonne.3844, https://books.openedition.org/psorbonne/3844#bodyftn477
- Finlay, George (1854). History of the Byzantine and Greek Empires from 1057 - 1453, 2. William Blackwood & Sons
- Kaldellis, A. (2017). Streams of Gold, Rivers of Blood: the Rise and Fall of Byzantium, 955 A.D. to the First Crusade. Oxford
- ((en)) Kazhdan, Alexander (ed) (1991). The Oxford Dictionary of Byzantium. Oxford and New York: Oxford University Press, ISBN 0-19-504652-8, COBISS.BG-ID: 1107246820, https://archive.org/details/odb_20210521/mode/2up
- ((fr)) Skoulatos, Basile (1980). Les personnages byzantins de l'Alexiade: Analyse prosopographique et synthèse. Louvain-la-Neuve and Louvain: Bureau du Recueil Collège Érasme and Éditions Nauwelaerts, OCLC 8468871

|  | Тази страница частично или изцяло представлява превод на страницата Nikephoros Basilakes в Уикипедия на английски. Оригиналният текст, както и този превод, са защитени от Лиценза „Криейтив Комънс – Признание – Споделяне на споделеното“, а за съдържание, създадено преди юни 2009 година – от Лиценза за свободна документация на ГНУ. Прегледайте историята на редакциите на оригиналната страница, както и на преводната страница, за да видите списъка на съавторите. ВАЖНО: Този шаблон се отнася единствено до авторските права върху съдържанието на статията. Добавянето му не отменя изискването да се посочват конкретни източници на твърденията, които да бъдат благонадеждни. |